# Cão de água português
El perro de agua portugués (en portugués: cão de água português) es una raza de perro de Portugal, de similares características al perro de agua español. Algunos autores creen que esta raza tiene cierta relación con el irlandés Kerry blue terrier. Raza antigua, se piensa que acompañaba a los marinos lusitanos de los siglos XV y XVI.

## Cuidados
Su mayor característica es su pelo, muy lanudo y que requiere arreglos especiales de estética, ya que de lo contrario, puede ser víctima de parásitos como piojos, garrapatas o pulgas. También es buen nadador y lo disfruta lo que le convierte en un perro salvavidas de playa y un acompañante magnífico y confiable en las embarcaciones. También debe dar paseos diarios de 45 minutos para liberar su estrés físico y mental.

## Salud
En varios casos el perro de agua portugués en casos sufre de enfermedades del corazón, enfermedad de almacenamiento de glucógeno, distiquiasis... 